# تومويا تاكانوها
تومويا تاكانوها (باليابانية: 竹花 友也) (22 يوليو 1974 في أوساكا في اليابان – )؛ هو لاعب كرة قدم سابق كان يلعب كمهاجم.

## وصلات خارجية
- تومويا تاكانوها على موقع قاعدة بيانات كرة القدم.إي يو (الإنجليزية)
- تومويا تاكانوها على موقع Soccerway.com (الإنجليزية)